# Kevin Angleborn
Kevin Angleborn, född 6 september 1993 i Stockholm, är en svensk fotbollsmålvakt. Han har gjort landskamper med det svenska P93-landslaget.
Angleborns moderklubb är Jarlabergs IF men gick i tidiga unga år till Hammarby IF. Under 2011 spelade han 15 matcher för Hammarby TFF i Division 1 Norra. Angleborn gjorde sin ligadebut den 2 november 2013 i Hammarbys 2-1-seger mot Östersunds FK efter att Johannes Hopf drabbats av en muskelskada i axeln. Angleborns kontrakt gick ut efter säsongen 2013 och Hammarby valde att inte förlänga det. Totalt blev det endast en ligamatch för Angleborn i Superettan.
Den 27 februari 2014 blev han klar för division 1-klubben Vasalunds IF.